# Al Kass International Cup de 2014
Al Kass International Cup de 2014, ou Al Kass U17 foi a terceira edição da Al Kass International Cup.

## Fase de grupos

### Grupo A
| Time                | Pts | J | V | E | D | GP | GS | SG |
| ------------------- | --- | - | - | - | - | -- | -- | -- |
| Barcelona           | 4   | 2 | 1 | 1 | 0 | 6  | 5  | 1  |
| Kashiwa Reysol      | 4   | 2 | 1 | 1 | 0 | 4  | 3  | 1  |
| Paris Saint-Germain | 0   | 2 | 0 | 0 | 2 | 4  | 6  | -2 |

| 13 de janeiro | Paris Saint-Germain         | 3 – 4 | Barcelona                                                | Aspire P4                  |
| 16:15         | Odsonne Edouard 22' 39' 84' |       | Carles Aleña Castillo 15' 30' · Daniel Morer Cabrera 50' | Árbitro: Sultan Al Sufiani |

| 14 de janeiro | Barcelona                                  | 2 – 2 | Kashiwa Reysol                         | Aspire P5              |
| 19:40         | Seungwoo Lee 64' · David Olmo Carvajal 67' |       | Shunta Nakamura 25' · Kyohei Otani 44' | Árbitro: Abdulla Murad |

| 15 de janeiro | Kashiwa Reysol       | 2 – 1 | Paris Saint-Germain                | Aspire P4                     |
| 17:35         | Kyohei Otani 42' 78' |       | Samuel Emmanuel Essende Mbongu 48' | Árbitro: Mohammed Al Shammari |

### Grupo B
| Time                 | Pts | J | V | E | D | GP | GS | SG |
| -------------------- | --- | - | - | - | - | -- | -- | -- |
| Aspire International | 6   | 2 | 2 | 0 | 0 | 5  | 2  | 3  |
| Real Madrid          | 3   | 2 | 1 | 0 | 1 | 8  | 5  | 3  |
| Porto                | 0   | 2 | 0 | 0 | 2 | 2  | 8  | -6 |

| 13 de janeiro | Aspire International                                   | 3 – 2 | Real Madrid                                                 | Aspire P4                     |
| 18:20         | Silas Gnaka 30' · Issa Traore 72' · Ishmael Baidoo 87' |       | Alvaro Martin Alcantara 16' · Jose Manuel Hernando Riol 41' | Árbitro: Abdulrahman Al Marri |

| 14 de janeiro | Real Madrid                                                                                          | 6 – 2 | Porto                                                     | Aspire P5                |
| 15:30         | Oscar Rodriguez Arnaiz 4' 67' · Nestor Gabriel S. Gonzalez 25' 50' 90' · Alvaro martin Alcantara 38' |       | João Tavares Almeida 65' · Rui Pedro da Silva e Sousa 70' | Árbitro: Nasser Al Emadi |

| 16 de janeiro | Porto | 0 – 2 | Aspire International              | Aspire P5                |
| 15:30         |       |       | Funsho Ibrahim Bamgboye 45+1' 57' | Árbitro: Naif Al Khadiri |

### Grupo C
| Time       | Pts | J | V | E | D | GP | GS | SG |
| ---------- | --- | - | - | - | - | -- | -- | -- |
| Milan      | 3   | 2 | 1 | 0 | 1 | 8  | 4  | 4  |
| Fluminense | 3   | 2 | 1 | 0 | 1 | 5  | 3  | 2  |
| Auxerre    | 3   | 2 | 1 | 0 | 1 | 2  | 8  | -6 |

| 13 de janeiro | Auxerre            | 2 – 1 | Fluminense           | Aspire P4                 |
| 20:25         | Dogue Yanis 9' 85' |       | Ruan Silva Alves 78' | Árbitro: Abdulaziz Moussa |

| 15 de janeiro | Milan                                                                                | 7 – 0 | Auxerre | Aspire P4               |
| 15:30         | Patrick Cutrone 28' 81' 86' · Mihael Modic 51' · Cosimo Marco La Ferrara 60' 79' 88' |       |         | Árbitro: Khalid Boghasi |

| 16 de janeiro | Fluminense | 4 – 1 | Milan               | Aspire P5                     |
| 19:40         | Ramon de Araújo Siqueira 5' · Loran Romualdo da Silva 33' · Ruan Silva Alves 75' · Christian Henrique Silva 77' |       | Patrick Cutrone 37' | Árbitro: Abdulhadi Al Ruwaili |

### Grupo D
| Time            | Pts | J | V | E | D | GP | GS | SG |
| --------------- | --- | - | - | - | - | -- | -- | -- |
| Manchester City | 6   | 2 | 2 | 0 | 0 | 10 | 4  | 6  |
| Aspire Qatar    | 3   | 2 | 1 | 0 | 1 | 4  | 4  | 0  |
| Chicago Fire    | 0   | 2 | 0 | 0 | 1 | 1  | 7  | -6 |

| 14 de janeiro | Aspire Qatar             | 1 – 0 | Chicago Fire |  |
|               | Abdulrasheed Ibrahim 18' |       |              |  |

| 15 de janeiro | Chicago Fire            | 1 – 6 | Manchester City                                                                                                   | Aspire P4            |
| 19:40         | Gabriel Obeng Boakye 4' |       | Daniel Jacob Barbir 26' · Paolo Fernandes Cantin 60' · Isaac Buckley-Ricketts 82' 84' · Zackarias Faour 88' 90+2' | Árbitro: Ahmed Sayed |

| 16 de janeiro | Manchester City                                                          | 4 – 3 | Aspire Qatar                                                      | Aspire P5               |
| 17:35         | Marcus Wood 22' · Isaac Buckley-Ricketts 69' · Zackarias Faour 74' 90+3' |       | Amro Abdelfatah Ali Surag 1' · Abdulrasheed Umaru Ibrahim 46' 62' | Árbitro: Abdullah Murad |

## Fase final
|  | Quartas-de-final | Quartas-de-final | Quartas-de-final |             |            | Semifinais | Semifinais | Semifinais |  |  | Final | Final        | Final |
|  |                  |                  |                  |             |            |            |            |            |  |  |       |              |       |
|  |                  | Barcelona        | 0                |             |            |            |            |            |  |  |       |              |       |
|  |                  | Fluminense       | 2                |             |            |            |            |            |  |  |       |              |       |
|  |                  | Fluminense       | 2                |             | Fluminense | 0          |            |            |  |  |       |              |       |
|  |                  |                  |                  |             | Fluminense | 0          |            |            |  |  |       |              |       |
|  |                  |                  | Aspire Int'l     | 3           |            |            |            |            |  |  |       |              |       |
|  |                  | Aspire Int'l     | Aspire Int'l     | 3           | 4          |            |            |            |  |  |       |              |       |
|  |                  | Aspire Int'l     |                  |             | 4          |            |            |            |  |  |       |              |       |
|  |                  | Aspire Qatar     | 0                |             |            |            |            |            |  |  |       |              |       |
|  |                  |                  |                  |             |            |            |            |            |  |  |       | Aspire Int'l | 2     |
|  |                  |                  |                  | Real Madrid | 1          |            |            |            |  |  |       |              |       |
|  |                  | Milan            | 3                |             |            |            |            |            |  |  |       |              |       |
|  |                  | Kashiwa Reysol   | 2                |             |            |            |            |            |  |  |       |              |       |
|  |                  | Kashiwa Reysol   | 2                |             | Milan      | 1          |            |            |  |  |       |              |       |
|  |                  |                  |                  |             | Milan      | 1          |            |            |  |  |       |              |       |
|  |                  |                  | Real Madrid      | 2           |            |            |            |            |  |  |       |              |       |
|  |                  | Manchester City  | Real Madrid      | 2           | 0          |            |            |            |  |  |       |              |       |
|  |                  | Manchester City  |                  |             | 0          |            |            |            |  |  |       |              |       |
|  |                  | Real Madrid      | 1                |             |            |            |            |            |  |  |       |              |       |

### Quartas de finais
| 18 de janeiro | Barcelona | 0 – 2 | Fluminense                                               | Aspire P5                 |
| 15:30         |           |       | Jobson Eduardo dos Santos 70' · Frank Martins Franco 73' | Árbitro: Assad Al Zufairi |

| 18 de janeiro | Milan                                                               | 3 – 2 | Kashiwa Reysol                     | Aspire P5                   |
| 17:45         | Niccolo Zanellato 66' · Michele Spinelli 75' · Mattia El Hilali 85' |       | Taiga Ota 9' · Shunta Nakamura 14' | Árbitro: Hussain Al Shuaikh |

| 19 de janeiro | Aspire International                                     | 4 – 0 | Aspire Qatar | Aspire P4                |
| 15:30         | Funsho Ibrahim Bamgboye 18' 78' · Alasana Manneh 69' 83' |       |              | Árbitro: Naif Al Khadiri |

| 19 de janeiro | Manchester City | 0 – 1 | Real Madrid       | Aspire P4                 |
| 17:45         |                 |       | Achraf Hakimi 75' | Árbitro: Khalid Al Sharif |

### Semifinais
| 21 de janeiro | Milan              | 1 – 2 | Real Madrid                                                       | Aspire P4               |
| 15:30         | Patrick Cutrone 5' |       | Nestor Gabriel Sanchez Gonzalez 45+2' · Gregorio Lopez Teruel 53' | Árbitro: Saoud Al Athba |

| 21 de janeiro | Fluminense | 0 – 3 | Aspire International                                                            | Aspire P4                  |
| 17:45         |            |       | Jean Thierry Lazare Amani 47' · Muritala Abiola Quadri 51' · Alasana Manneh 82' | Árbitro: Abdullah Al Athba |

### Disputa do 3º Lugar
| 23 de janeiro | Milan | 4 – 3 | Fluminense | Aspire P4 |
| 15:30         |       |       |            | Árbitro:  |

### Final
| 23 de janeiro | Real Madrid | 1 – 2 | Aspire International | Aspire P4 |
| 17:45         |             |       |                      | Árbitro:  |

## Premiação
| Al Kass International Cup 2014           |
| Catar                                    |
| ---------------------------------------- |
| Aspire International Campeão (1º título) |